# بایسفیورد
بایسفیورد (به لاتین: Beisfjord) یک منطقهٔ مسکونی در نروژ است که در Narvik واقع شده‌است. بایسفیورد ۰٫۶۹ کیلومتر مربع مساحت و ۶۷۰ نفر جمعیت دارد و ۸ متر بالاتر از سطح دریا واقع شده‌است.